# Samtgemeinde Sietland
In der Samtgemeinde Sietland hatten sich in den Jahren 1970 bis 1972 vier Gemeinden zur Erledigung ihrer Verwaltungsgeschäfte zusammengeschlossen. Sie war Teil des niedersächsischen Landkreises Cuxhaven.
Zum 1. Januar 2011 sind die bisherigen Samtgemeinden Sietland und Hadeln zu der neuen Samtgemeinde Land Hadeln zusammengeschlossen worden.

## Geografie
Die Samtgemeinde Sietland umfasste im Wesentlichen das Gebiet der Süßwassermarschen und Moore zwischen der Seemarsch um Otterndorf („Hadelner Hochland“) im Norden, und den Moorrandseen bei Bad Bederkesa (Dahlemer-, Halemer und Bederkesaer See) im Süden. Im Osten wurde die Grenze der Samtgemeinde weitgehend durch den Hadelner Kanal gebildet.
Die schwierige Entwässerung des Gebietes erfolgt über die Emmelke, die Alte Aue und die Gösche, die sich bei Ihlienworth zur Medem vereinigen, sowie eine große Anzahl von landschaftsgestaltenden Wettern, Vorflutern und Gräben. Ohne den 1853 gebauten Hadelner Kanal und das Schöpfwerk Otterndorf würde es aber, wegen der topographischen Lage von teilweise bis zu zwei Meter unter Meeresspiegel, zu regelmäßigen Überschwemmungen kommen. Nur im Westen der Samtgemeinde, in der Wannaer Geest und im Ahlen, findet sich etwas erhöhter und sandiger Untergrund. In dem Dreieck zwischen Wanna, Ihlienworth und Steinau erstreckt sich das größtenteils kultivierte Ahlenmoor.

## Geschichte
Im Mittelalter wurde das Hadelner Sietland (von niederdeutsch: siet = „niedrig“) unter dem Namen „Fünf Kirchspiele“ zusammengefasst. (Bis ins 14. Jahrhundert existierte, neben den Kirchen in Wanna, Ihlienworth, Steinau und Odisheim auch eine Kapelle in Süderleda.) Zusammen mit dem Hadler Hochland („Sieben Kirchspiele“) und den Einwohnern der Stadt Otterndorf, bildete das Sietland einen der drei „Stände“ der Hadler Selbstverwaltung (sh. Warningsacker). Von 1388 bis etwa 1484 unterstand das Sietland jedoch der bremischen Vogtei Bederkesa. An die Stelle des Kirchspiels Süderleda war zu dieser Zeit Wester-Ihlienworth (neben Oster-Ihlienworth) als fünftes Kirchspiel getreten, dass durch die mittelalterliche Hollerkolonisation an Bevölkerung gewonnen hatte. Danach kamen die Fünf Kirchspiele wieder an das Land Hadeln.
Zur Geschichte der Region vor 1866 siehe auch: Geschichte von Hadeln und Wursten.
Für die Zeit danach siehe auch: Geschichte des Landkreises Cuxhaven.
Einwohnerentwicklung
| Jahr      | 1987 | 1992 | 1997 | 2002 | 2007 | 2008 | 2009 | 2010 |
| --------- | ---- | ---- | ---- | ---- | ---- | ---- | ---- | ---- |
| Einwohner | 5736 | 5756 | 5864 | 5767 | 5606 | 5496 | 5449 | 5422 |

(jeweils zum 31. Dezember)

## Politik

### Samtgemeindegliederung
Die Samtgemeinde Sietland bestand aus den Gemeinden:
- Ihlienworth
- Odisheim
- Steinau
- Wanna (Beitritt 1972)

### Wappen
| Wappen von Samtgemeinde Sietland | Blasonierung: „In Silber über grünem Dreiberg eine rote Hagalsrune, begleitet rechts von einem grünen Seerosenblatt und links von einem grünen Pfeilkrautblatt; im grünen Schildfuß eine silberne Urne.“                                                             |
| Wappen von Samtgemeinde Sietland | Wappenbegründung: Hagalsrune und Dreiberg repräsentieren das Wappen der Mitgliedsgemeinde Ihlienworth, Seerosenblatt bzw. Pfeilkrautblatt das Wappen der Mitgliedsgemeinde Steinau bzw. Odisheim, während die Urne für das Wappen der Mitgliedsgemeinde Wanna steht. |

## Wirtschaft und Infrastruktur
Die Grundzentrumsfunktion i. S. der regionalen Raumordnung nahm der Ort Ihlienworth wahr, wo auch der Sitz der Samtgemeindeverwaltung war.
Im sogenannten Cuxland war die Samtgemeinde Sietland wirtschaftlich stark auf den Tourismus ausgerichtet, wobei der Wassertourismus auf der Medem von besonderer Bedeutung war. Das Sietländer Kahnfest und der Holzmarkt sind alljährliche Feste.

## Persönlichkeiten

### Söhne und Töchter der Samtgemeinde
- Hermann Rauhe (* 1930), Musikwissenschaftler und Musikpädagoge, in Wanna geboren

### Personen, die mit der Samtgemeinde in Verbindung stehen
- Helmut Salzinger (1935–1993), Schriftsteller, Herausgeber und Kleinverleger, starb in Odisheim

## Sonstiges
Angelgewässer
- Hadelner Kanal
Aal, Barsch, Brasse, Hecht, Rotfeder, Rotauge, Weißfisch und Zander
- Medem
Aal, Barsch, Brasse, Hecht, Karpfen, Rotfeder, Rotauge, Weißfisch und Zander
- Wettern
Aal, Brasse, Hecht, Rotfeder, Rotauge, Weißfisch
- Straßdeich
Aal, Barsch, Brasse, Hecht, Forelle, Karpfen, Rotfeder, Rotauge, Schlei, Weißfisch und Zander
- Emmelke
Aal, Barsch, Brasse, Hecht, Forelle, Karpfen, Rotfeder, Rotauge, Schlei, Weißfisch und Zander
- Radkanal
Aal, Barsch, Brasse, Hecht, Karpfen, Rotfeder, Rotauge, Schlei, Weißfisch und Zander
- Gösche
Aal, Barsch, Brasse, Hecht, Karpfen, Rotfeder, Rotauge, Schlei, Weißfisch und Zander